# Zmarli w listopadzie 2010

## Listopad 2010
- 30 listopada
  - Gabriela Kownacka, polska aktorka[1]
  - Mirosław Olszówka, polski aktor, mim, reżyser, menadżer muzyczny[2]
  - Andrzej Pietsch, artysta grafik, taternik i alpinista[3]
- 29 listopada
  - Biełła Achmadulina, rosyjska poetka[4]
  - Irena Anders, polska aktorka, artystka rewiowa, pieśniarka, działaczka polonijna[5]
  - Zbigniew Jerzyna, polski poeta, dramaturg, eseista[6]
  - Mario Monicelli, włoski reżyser, scenarzysta[7]
  - Stephen Solarz, amerykański polityk[8]
  - Maurice Wilkes, brytyjski informatyk[9]
- 28 listopada
  - Zbyszko Bednorz, polski pisarz, poeta, działacz kulturalny[10]
  - Leslie Nielsen, kanadyjski aktor[11]
- 27 listopada
  - Irvin Kershner, amerykański reżyser filmowy[12]
- 26 listopada
  - Palle Huld, duński aktor[13]
  - Pinchas Menachem Joskowicz, Naczelny Rabin Polski[14]
  - Maria Stolzman, polska polityk, działaczka społeczna[15]
- 24 listopada
  - Peter Christopherson, brytyjski muzyk grup Throbbing Gristle i Coil[16]
  - Barbara Klimkiewicz, polska aktorka[17]
  - Sergio Valech, chilijski duchowny katolicki, biskup, działacz na rzecz praw człowieka[18]
- 23 listopada
  - Stanisław Gawlik, polski pedagog[19]
  - Andrzej Huza, polski kapitan żeglugi wielkiej[20]
  - Paweł Ledniow, rosyjski pięcioboista nowoczesny, siedmiokrotny mistrz świata, medalista olimpijski[21]
  - Waldemar Manugiewicz, polski doradca podatkowy, wiceminister finansów (1992–1998)[22]
  - Ingrid Pitt, polska aktorka[23]
- 22 listopada
  - Urbano Navarrete, hiszpański duchowny katolicki, jezuita, kardynał[24]
  - Edwin Wiśniewski, polski ekonomista, wiceminister żeglugi (1973–1974) oraz handlu zagranicznego i gospodarki morskiej, ambasador PRL w Peru (1980–1982)[25]
- 20 listopada
  - Edmund Paziewski, polski lekkoatleta chodziarz i trener lekkoatletyczny[26]
- 19 listopada
  - Ladislav Demeterffy, chorwacki piosenkarz[27]
  - Piotr Hertel, polski kompozytor muzyki filmowej[28]
- 18 listopada
  - Brian Marsden, brytyjski astronom[29]
- 17 listopada
  - Isabelle Caro, francuska modelka, aktorka[30]
  - Ronni Chasen, amerykańska publicystka[31]
  - Nena, brazylijski piłkarz, reprezentant Brazylii[32]
- 15 listopada
  - Larry Evans, amerykański szachista, arcymistrz[33]
  - Cassam Moollan, maurytyjski sędzia, p.o. gubernatora generalnego Mauritiusa (1985–1986)[34]
  - Imre Polyák, węgierski zapaśnik, czterokrotny medalista olimpijski[35]
  - Andrzej Pytlakowski, polski szachista, dziennikarz, taternik[36]
- 14 listopada
  - Ryszard Czerwiński, polski fotograf[37]
  - Evżen Musil, czeski hokeista, najstarszy hokeista na świecie[38]
- 13 listopada
  - Luis García Berlanga, hiszpański reżyser i scenarzysta filmowy[39]
  - Witold Hatka, polski polityk, działacz związkowy[40]
  - Dominik Jastrzębski, polski polityk, minister[41]
  - Stanislav Krátký, czeski duchowny katolicki, biskup Kościoła podziemnego w Czechosłowacji[42]
  - Allan Rex Sandage, amerykański astronom[43]
- 12 listopada
  - Stanisław Bobak, polski skoczek narciarki, olimpijczyk[44]
  - Henryk Mikołaj Górecki, polski kompozytor i pedagog kompozycji, kawaler Orderu Orła Białego[45]
- 11 listopada
  - Dino De Laurentiis, włoski producent filmowy[46]
  - Stanisław Szczur, polski historyk mediewista[47]
- 10 listopada
  - Jan Gross, polski fraszkopisarz[48]
- 8 listopada
  - Richard Bing, amerykański lekarz żydowsko-niemieckiego pochodzenia[49]
  - Philip Carlo, amerykański pisarz[50]
  - Lino Cignelli, włoski duchowny katolicki, biblista, lingwista, profesor Studium Biblicum Franciscanum w Jerozolimie, franciszkanin[51]
- 7 listopada
  - Adolf Panitz, polski rzeźbiarz[52]
- 6 listopada
  - Jo Myŏng Rok, północnokoreański polityk, wiceprzewodniczący Komisji Obrony Narodowej, marszałek Koreańskiej Armii Ludowej[53]
  - Marek Sart, polski kompozytor muzyki rozrywkowej i aranżer[54]
  - Michael Seifert, ukraiński zbrodniarz wojenny, oficer SS[55]
- 5 listopada
  - Jill Clayburgh, amerykańska aktorka[56]
  - Hajo Herrmann, niemiecki prawnik, oficer Luftwaffe, pilot bombowców w II wojnie światowej[57]
  - Dora Malko, polska muzyk, pedagog i metodyk nauczania[58]
  - Shirley Verrett, amerykańska śpiewaczka operowa[59]
- 4 listopada
  - Antoine Duquesne, belgijski prawnik, polityk, minister, poseł do PE[60]
  - Viola Fischerová, czeska poetka, pisarka, tłumaczka[61]
  - Michelle Nicastro, amerykańska aktorka, piosenkarka[62]
- 3 listopada
  - Jerry Bock, amerykański kompozytor, autor musicali[63]
  - Wiktor Czernomyrdin, rosyjski polityk, premier[64]
  - Tadeusz Łączyński, polski dziennikarz[65]
- 2 listopada
  - Andy Irons, amerykański surfer, trzykrotny mistrz świata[66]
  - Jakub Smug, polski piłkarz[67]
  - Sumiko Watanabe, japońska lekkoatletka, sprinterka[68]
- 1 listopada
  - Maciej Dyakowski, polski muzyk, animator kultury i działacz społeczny[69]
  - Shannon Tavarez, amerykańska aktorka dziecięca[70]